# Рабинов, Якоб
Яков Рабинов (англ. Jacob Rabinow; 1910, Харьков — 1999, США) — американский инженер-изобретатель. Имел более 230 патентов на изобретения в различных отраслях, в частности, механики, оптики, электрических приборов и оборудования, автоматизации оборудования для сортировки почты (используется министерством почт США), автоматического регулирования хода автомобильных часов и др. Я. Рабинов изобрел первое в мире устройство для записи на магнитных дисках обработки сканеров, прямолинейный фонограф.

## Биографические сведения
Якоб Рабинов родился в городе Харьков в 1910 году. В 1917 году после Октябрьского переворота он и его родители через Сибирь переехали в Китай, а затем через некоторое время — в США. Учился в Нью-Йоркском городском колледже, получил степень бакалавра инженерии (1933), а затем магистра;— инженера-электрика.
Отец будущего изобретателя был харьковским предпринимателем (производил обувь). Талант изобретателя в юноше проснулся под влиянием книг научной фантастики, прежде всего, Жюля Верна. Захватывали его и попытки отца автоматизировать некоторые производственные операции.
Во время Второй мировой войны Я. Рабинов разработал значительное количество устройств (приборов) для артиллерии и возглавил электромеханический артиллерийский отдел Национального бюро стандартов (1949 года Военное министерство выразило свою благодарность изобретателю. Ему также была вручена премия за разработки в области морской артиллерии).

### Отличия и награды
Сначала Рабиновы поселились в Бруклине. Трудовую деятельность Яков Рабинов начал в Американском Бюро Стандартов в 1938 году. В 1954 создал Инженерную компанию Рабинова, которая специализируется на предоставлении консультационных услуг. В 1972 Я. Рабинов вернулся в Национальное Бюро Стандартов, откуда вышел на пенсию (1989). Сегодня дело его жизни представлено в Музее НБС в персональной мемориальной комнате. Министерство торговли США установило награду имени Я. Рабинова за исследовательскую деятельность и изобретения. Энтузиаст-первооткрыватель был членом Национальной технической академии, космического клуба, Вашингтонского философского общества.
Среди отличий Я. Рабинова, в частности, «Президентская награда за заслуги» (1948), медаль Эдварда Лонтстрета от Института Франклина, премия «Исследователя года» в области промышленных открытий и разработок (1980), премия Лемелсона за достижения в жизни (1998). Автор книги «Изобретения для развлечения и пользы», лектор на темы техники и изобретений Калифорнийском университете, ведущий радио и телепередач.